# Armi ed amori
Armi ed amori (When Knighthood Was in Flower) è un film muto del 1922 diretto da Robert G. Vignola che aveva come protagonista Marion Davies. Tra gli interpreti, nel ruolo di Francesco I, l'attore William Powell alla sua seconda apparizione cinematografica. Fu il penultimo film nella carriera di Guy Coombs.

## Trama
Innamorata di Charles Brandon, Maria Tudor viene costretta per ragioni politiche al matrimonio con il re di Francia, Luigi XII. Cercando di sottrarsi all'imposizione di suo fratello, il re Enrico VIII, Maria fugge con Brandon, ma i due innamorati vengono catturati. La principessa, allora, cede alla volontà del re ma solo a condizione di poter scegliere un suo eventuale secondo marito. Luigi, anziano e malato, muore poco tempo dopo. Maria, allora, ricorda la sua promessa al fratello. Benché sia stata richiesta in moglie da Francesco I, Enrico decide di onorare il patto concordato con la sorella e benedice la coppia.

## Produzione

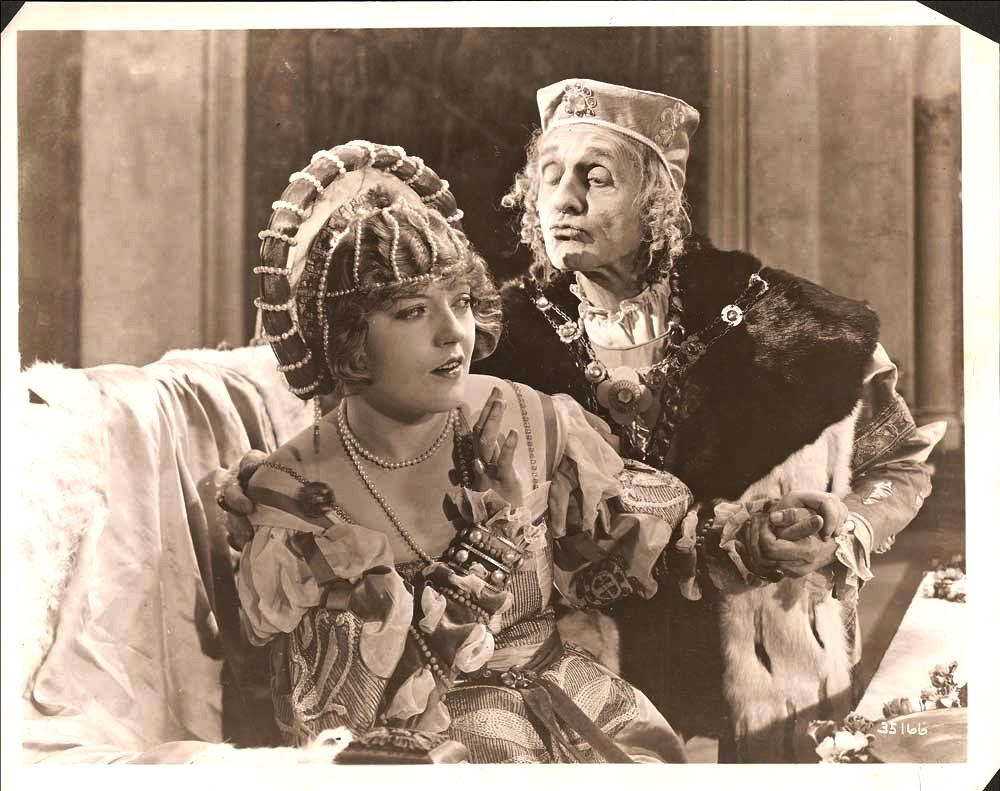
Marion Davies e Arthur Forrest

Il film fu prodotto dalla Cosmopolitan Productions, la compagnia cinematografica fondata dal potente editore William Randolph Hearst. Protagonista del film, l'attrice Marion Davies, che sfoggia gli sfarzosi costumi di Gretl Urban Thurlow. Sceneggiato da William LeBaron e adattato per lo schermo da Luther Reed da un romanzo di Charles Major, il film ricostruisce, in maniera romanzata, la vicenda che portò al matrimonio tra Maria Tudor e Charles Brandon. Nella realtà, Maria - qui interpretata da Marion Davies - conobbe il futuro marito alla corte francese quando era già sposata con Luigi ed era, quindi, regina di Francia. Vero, invece, il patto, stretto con il fratello Enrico, che le permetteva di scegliere a suo piacimento il secondo marito.
Come maestro d'armi, supervisore ai duelli, viene accreditato James Murray.

## Distribuzione
Il copyright del film, richiesto dalla Cosmopolitan Productions, fu registrato il 20 settembre 1922 con il numero Lp18748.
Distribuito dalla Paramount Pictures (con il nome Famous Players-Lasky Corporation), il film uscì nelle sale cinematografiche statunitensi il 15 settembre 1922. In Spagna, prese il titolo La hermana del rey. In Italia, distribuito dalla Paramount nel 1925, uscì con il visto di censura numero 20937.
Copia completa della pellicola si trova conservata negli archivi della Library of Congress di Washington.

## Differenti versioni
Il romanzo di Charles Major, pubblicato nel 1898, venne adattato per lo schermo in differenti versioni.
- When Knighthood Was in Flower, regia di Wallace McCutcheon (1908)
- Armi ed amori (When Knighthood Was in Flower), regia di Robert G. Vignola (1922)
- La spada e la rosa (When Knighthood was in Flower), regia di Ken Annakin (1953)

### Parodia
L'anno seguente, nel 1923, venne parodiato da When Knights Were Cold, un film di Gilbert M. 'Broncho Billy' Anderson, interpretato da Stan Laurel.